# 新北市區道
新北市區道原為臺北縣鄉道，在1961年始有編制存在，今日系統於1983年大致定型，共計135條。配合2013年6月18日公路法修訂通過，於2015年9月7日經交通部正式公告現在的區道路線。

## 路網分佈
全市除深坑區外均有區道分佈。北側由大屯山產生的輻射狀水系內各溪谷內幾乎均有區道連結，金山區則較特殊，大部分的區道均分佈在金寶山墓園周遭。東、南側山區及觀音山區則有多條傍溪而行或越嶺的區道連結各村落，台北盆地西南側區道除蘆洲、三重及中永和地區仍採早期路線編列為公路外，均以運輸功能較健全之道路取代之。以下將分區做更詳細的介紹。

### 北海岸
淡水區、三芝區內區道絕大多數東西向連接西側的台2線與靠山的101線。此二區和石門區中區道路線多位於大屯火山產生的輻射狀水系之谷地。多數區道於1961年即已出現，當時自石門由東而西按順序編號；今日則自淡水由西而東編號，且因公路走向，淡水區內多為偶數編號，三芝區內多為奇數編號。
金山區共有六條區道，其中四條位於金寶山墓園區，另兩條則自台2甲線（陽金公路）分岐。萬里區境內區道僅北28線與其支線共三條，北28線與北28-2線互相平行，北28-1線則向西北分岐。汐止區區道均自台5甲線分出，如汐萬公路、汐平公路均為區道。區內西北側山區有一小段北28線過境，並終止於汐止區與內湖區的市區界。

### 東北角

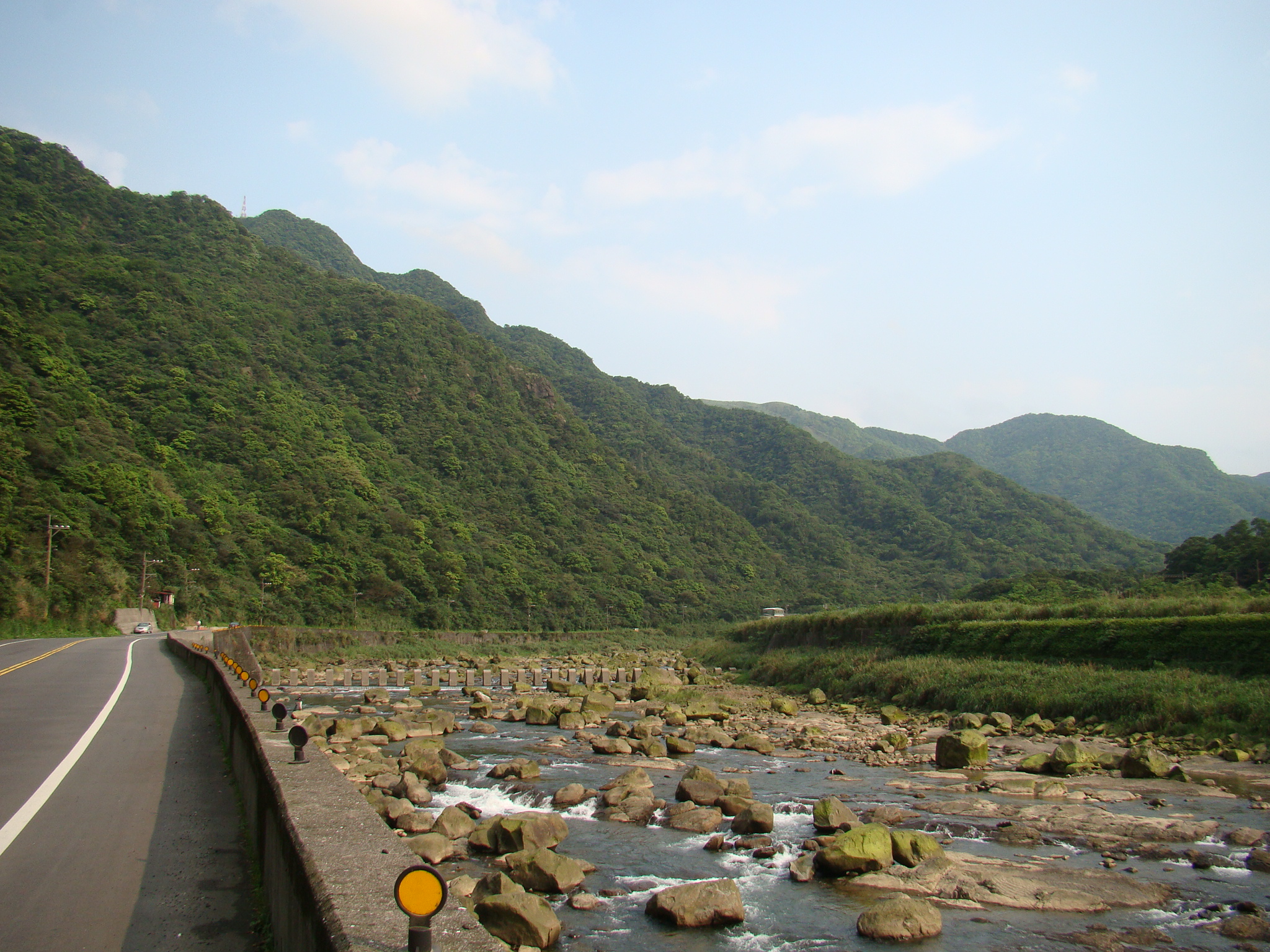
北37線瑞芳－侯硐間路段

新北市東部地形上屬雪山山脈尾稜，多山的地形使得公路常築於溪谷內較平緩處，或以多重彎道越過河系間分水嶺以聯絡兩邊聚落。
瑞芳區境內區道主要為連結濱海的台2線和串聯鎮內各大主要聚落的102線間道路（由原跨基隆市區道改編的北122線、北123線亦如是），北37線則專為侯硐地區交通聯絡與紓解102線而建。雙溪區、貢寮區內區道幾乎均集中在雙溪及其支流週遭，可做為台2丙線之替代道路，但由雙溪區直通頭城鎮宜1線的雙泰產業道路（農路農北雙007線）未被編入區道公路內。平溪區內區道多以與其他鄉鎮聯絡功能居多（如北31線），另有北43線可以進入坪林區連接北42線。平溪、雙溪間之平雙公路（今日台2丙線）於平雙隧道完工前曾將原有的平雙產業道路（農路農北平雙012線）編為「暫編北38線」，此暫編區道於平雙隧道完工後解編，但仍遺留養護告示牌與里程牌；而2015年的區道新編當中又將北38線的起點設在平湖里，恢復大部份路段，但仍有里程差異。

### 淡水河左岸
八里區與大部分的五股區區道皆與觀音山脫離不了關係，有從台15線爬上山者（如北50線）和全線都位於山上者（如北53線），亦有北51線（八里）和北58線（五股）一路上到林口台地。林口區區道多分佈在北部山坡，林口台地上僅有北75線與北78線，其中北75線因新市鎮開發之重劃，僅小部分路線仍存在，且全線均已無任何相關設施，最終遭到解編。
泰山區內之區道均以對外的聯絡為主，如連接國道1號的北60線、連接林口的北76線、連接新莊的北72線、連接龜山的北117線。蘆洲區區道由主要的北61線、北63線、北64線構成一近乎「田」字型的路網。三重區區道多彎繞，如北65線在103線與108線兩處岔路均有一趨近於直角的彎。新莊區區道則多分佈於頭前庄與丹鳳、營盤地區，另有北118線向外連接龜山。

### 樹三鶯地區
樹林區區道大多分佈於鬧區，圍繞116線與114線發展，柑園地區公路與三峽區連接較多。鶯歌區區道多數在北部的丘陵區，另有北83線沿大漢溪左岸連接大溪區。三峽區區道以台3線為界，以西北只有北81線及其支線（人字型）和自柑園延伸過來的北85線；以東南則有較多山區區道，北108線、北109線、北111線、北113線與北114線構成主要的「又」字路網，還有其它短區道位於支流谷地。三峽區共有13條區道，為新北市之最。

### 板土、雙和地區
土城區的區道均位於台3線以東，兩條主線與兩條支線共四條。早期多數區道位於臺3線沿線。板橋區除溪崑有北73線末段外，僅餘北91線和北93線兩條縱向公路。中和區山區幾乎沒有區道經過，八條區道以住宅區和工業區景觀為主。永和區區道從111線發展，除北94線仍採彎繞小路外，其餘路線均已改走直且寬的路，當中北88線與北95線組合的倒U型路網亦為永和重要的交通幹道。

### 大文山區
石碇區內共四條區道，106線以北有北32線（新興坑路）和北33線（汐碇公路），以南有北47線與北47-1線，均連接106乙線與台9線；區內原有區道北45線，於1986年升格為縣道106乙線至今。坪林區境內於1983年第三次公路普查始有區道公路於境內，僅北42線一條區道，位於北勢溪極上游處，連接坪林、漁光、闊瀨等聚落。
新店區共有六條區道，四條區道在市中心區圍繞著台9線，另兩條則連接新潭與桂山電廠。烏來區境內僅有二條區道，分別為北107線和北107-1線，其中北107線為烏來山區原住民部落間重要聯外道路，曾由公路總局代為養護，傍著南勢溪谷而行。

## 養護概況

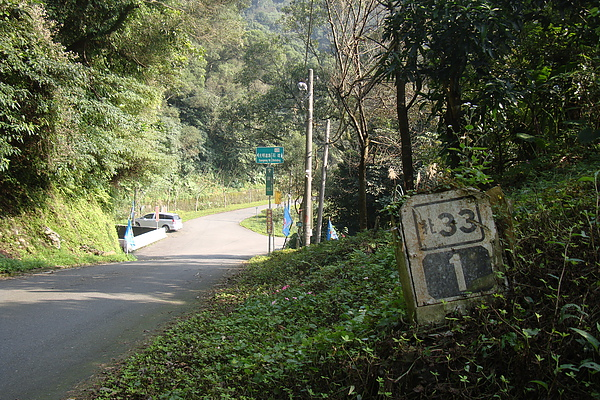
北33線上遺留的一公里里程碑

新北市區道目前由新北市政府工務局負責養護，部分重要區道（北1線、北桃83線、北85線、北107線和北108線）曾經由公路總局代為養護，這些區道今日則已移交工務局負責養護工作。區道的路面品質尚佳，除北120線部分路段仍屬山徑未鋪柏油外，其餘區道均為柏油路面。
新北市區道於2001年全面設置里程牌，分為較大型的整數里程牌與較小型的半公里里程牌（以小數計）。部分2001年後新增的區道，或短於0.5公里且有缺失起點里程牌的區道則沒有里程牌。2009年又於各區道起點與終點增設養護告示牌。部分區道仍遺留早期之石造里程碑，這些里程碑多數為混凝土材質，兩面貼上印有黑白兩色編號與里程的反光材質貼紙，與其它縣份石刻的里程碑有所不同。
雖然幾乎各區道均有里程牌之設置，但由於工務局常有誤設的情形，將某區道里程牌插設於錯誤的路線上（養護告示牌亦然），錯誤的路線將列於下表，注意這都不是正確的區道走法：
1. 北5線里程牌出現在北5-1線上。
2. 北18線尾段向南延伸。(太奇怪了?中段5k處有向東延伸,理論上應該要編成18-1 & 18-2(小油坑路)才對/by AC)
3. 北29線起終點倒置。起點牌置於汐止區秀峰路新台五路口，往北沿汐萬路不斷延伸。
4. 北34線起終點倒置。
5. 北49線起點在台15線上。
6. 北51線起點錯置於中華穀類食品工業技術研究所旁。
7. 北62線走蘆洲區中山一路（北63線岔路起） → 集賢路 → 信義路 → 復興路（左轉至忠孝路止）。
8. 北63-1線走新莊區中原（東）路。
9. 北64線於忠孝復興路口處改走忠孝路112巷 → 三民路128巷（至北61線止）。
10. 北73線終點在樹林區樹新路俊英街口就結束了。
11. 北80線起點在北79線上。
12. 北82線走鶯歌區大湖路全線。
13. 北82-1線走鶯歌區東湖路。
14. 北88線於土城區境內走金城路全線。
15. 北94線走永和區永利路 → 林森路 → 成功路 → 秀朗路三段。
16. 北96線走新店區二十張路。
17. 北99線起點自中和區南山路中和路口起。
18. 北100線走新店區環河快速道路全線。
19. 北109線終點位於有木。(應該不是有木,即使是北109舊線也不是,應該還是插角產業道路和北114的交叉口:大板根森林溫泉渡假村旁/by AC)
20. 北120線起點位於106線岔路上。

## 道路設施

### 橋梁
新北市境內淡水河水系密佈，因此有著許多橋梁聯絡各地區。各區道橋梁中較重要者有：
- 北29線江北大橋
- 北31線汐平橋
- 北85線柑園大橋
- 北98線寶橋
- 北114線湊合橋

此外北1線之公司田溪橋更屬於古蹟，其它尚有北25線三和橋、北39線丁蘭大橋、北40線貢寮橋、北107線攬勝大橋、北111線福利橋、北113線東眼橋等眾多橋梁。

### 隧道
新北市雖多山，但大部分區道均以彎道爬山，隧道數量不多，僅北107線與北111線擁有單線隧道，明隧道則較多，北11線、北107線與北115線都有。

### 平交道與跨線橋梁
和鐵路交叉的區道，則可分為平交道與跨線橋梁兩種跨越方式。平交道可見於北73線、北122線；北31線、北40線、北82線有跨線橋梁。另北38線有宜蘭線高架橋跨越以接上隧道，則北87線則為較特殊的例子，它原有鐵路平交道跨越縱貫鐵路，但在八德街地下道與鐵道的圍牆完工後及遭鐵道阻隔，行車無法連續。

### 與其他公路之聯絡
與高速公路聯絡的區道，則有北29線（中山高汐止交流道）、北42線（北宜高坪林交流道）、北85線（福高樹林交流道）、北100線（福高安坑交流道）、北103線（福高新店交流道）。北100線也是快速道路規格的區道（新店環河快速道路），單方向禁行機車。除此之外，北85線與北107線在觀光老街路段也於例假日禁行汽機車，作為行人徒步專用；另有北97線與北99線部分路段為單行道。
大部分區道都和其他公路有相連（此處排除非公路之市區道路），北24線則為其中的反例。

## 管制措施
下列以新北市區道道路主管機關新北市政府交通局交通安全科資料為原則；交通部公路總局公告資料為輔表列。
公路總局及新北市政府交通局公告資料部分與現場設置標誌有些許出入，待考證。

### 禁行甲類大客車路段
| 編號   | 路線別稱                             | 管制起終點範圍                   | 管制里程        | 備註                                                                                              |
| ------ | ------------------------------------ | -------------------------------- | --------------- | ------------------------------------------------------------------------------------------------- |
| 北42線 | 坪雙產業道路、坪雙路二段、坪雙路三段 | 雙溪下坑口－坪林國民小學漁光校區 | 6K+500－28K+400 | 北端標誌；南端標誌 管制里程為現場標誌標示。                                                       |
| 北43線 | 紫來產業道路、樟空子路               | 全線                             | 0K－13K+281     | 北端標誌；南端標誌。 公路總局資料為平溪至南山寺以北，新北市政府資料及現場標誌為全線管制，待考證。 |

### 禁行大貨車路段
《道路交通安全規則》
第3條第1項第2款第1目
大貨車：總重量逾三千五百公斤之貨車。
《道路交通標誌標線號誌設置規則》
第73條第2項第6款
指定某種車輛禁止進入標誌，圖例如下：

禁止大貨車及聯結車進入用「禁 4」。